# Адријан Мол: Млитаве године
Адријан Мол: Млитаве године (енгл. Adrian Mole: The Prostrate Years) је роман из 2009. године, савремене енглеске књижевнице Сју Таунсенд (енгл. Sue Townsend). Српско издање књиге је објавила издавачка кућа "Лагуна" 2011. у преводу Зорана Илића.

## О писцу
Сузан Лилијан „Сју“ Таунсенд (2. април 1946 - 10. април 2014) је била британски романописац. Најпознатија је по романима о Адријану Молу. Писала је и позоришне комаде. Дуги низ година боловала је од дијабетеса, због чега је 2001. године остала слепа, и ту тему је уткала у свој рад.
Сју Таунсенд је примила велики број награда и признања, а 1993. године постала је члан Краљевског друштва за књижевност.

## О књизи
Књига Адријан Мол: Млитаве године је последља, осма, у низу од осам књига дневничких бележака тинејџера Адријана Мола. 

### Настанак серијала о Адријану Молу
У уметничком часопису "Магазин" су се појавиле прве ауторкине две приче о дечаку који се тада звао Најџел Мол. Убрзо је настала и радио драма „Дневник Најџела Мола, старости 13 година и 1/4“, која је емитована јануара 1982. године. Изиздавачке куће "Methuen" су чули ово емитовање и тражили од ње да напише прву књигу „Тајни дневник Адријана Мола, старости 13 година и 1/4“. Инсистирали су на промени имена и књига је објављена исте те године у септембру.

## Радња
У књизи Адријан Мол: Млитаве године Адријан Мол има 39 ¼ година и живи са Дејзи Флоуерс и њиховом ћерком Грејси. Прошло је четири године од последњег сусрета са њим, али његов живот је поново у превирању. Живот му је далеко од идеалног, успони и падови родитељства га и даље муче.
Адријан живи у адаптираном свињцу, а његови родитељи, Џорџ и Полин, живе у суседном свињцу. Продавница половних књига у којој ради је пред затварањем, брак му је постао монотон, мајка саопштава да ће написати своју аутобиографију. Ту су још и чести ноћни одласци  
у тоалет који су за Адријана постали забрињавајући. Проблеми се гомилају, и онда један телефонски позив у стању пијанства, др Пандори Брејтвејт, која је тренутно народна посланица и некадашњи државни секретар у Министарству за животну околину, у њему буди сећања. Пита се да ли је управо Пандора особа која би му могла помоћи.

## Главни ликови
- Адријан Мол
- Пандора
- тата Џорџ
- мама Паулина
- Вилијам, млађи син
- старији Адријанов син, Глен Бот
- полубрат Брет
- Најџел
- Бернард